# Альмейда, Фернандо д’
Фернандо д’ Альмейда (порт. Fernando de Almeida ; 1603 или 1604, Лиссабон — 26 апреля 1660, Томар) — португальский композитор эпохи барокко. Иезуит.

## Биография
Сын портного. В юности изучал латынь и музыку при Лиссабонском соборе. Учился у известного композитора Дуарте Лобо.
Между 1618 и 1619 годами вступил в орден иезуитов. Постригся в монахи монастыря Божией Матери Света в Карниде. Со временем достиг высоких постов в иезуитской иерархии. В 1656 году стал визитатором.
В 1649 году король Жуан IV приказал ему вернуться в столицу, а затем снова вернуться в Карниде . Известно, что Жуан IV очень ценил творчество д’ Альмейда.
В марте 1659 года был арестован по обвинению в клевете против монастыря. Был подвергнут допросу с пристрастием, на котором предоставил некоторые данные о своей биографии, которые дошли до наших дней о процессе, хранящееся в Национальном а хиве Торре-ду-Томбо. Суд инквизиции признал его виновным и приговорил к 10 годам лишения свободы, посту на хлебе и воде, потери статуса и уплате судебных издержек. Он также должен был участвовать в шествии на аутодафе в октября того же года, как раскаявшийся грешник, несущий зажжённую свечу в руке.
В результате бесчеловечного обращения в тюрьме умер в апреля 1660 года в монастыре Христа в Томаре. Похоронен в братской могиле без погребальных обрядов.

## Творчество
Некоторые из его работ хранились в Королевской музыкальной библиотеке и были утеряны во время Лиссабонского землетрясения 1755 года. Сохранилась часть рукописей, скопированные между 1735 и 1736 годами в Герцогской библиотеке Пако в Вила-Висоза в их числе, один том in folio в рукописи („Lamentaçôes, responsorios e misereres dos tres officios da IV., V. e VI. feria da semana santa“).

## Избранные музыкальные сочинения
- «Missa ferial»
- «Missa para Domingo de Ramos»
- «Gloria laus»
- «Benedictus Dominus»
- «Miserere mei»
- «Lamentação I para a Quinta-feira Santa»
- «Lamentação I para o Sábado de Aleluia»
- «Responsórios para a Quinta-feira Santa»
- «Responsórios para a Sexta-feira Santa»
- «Responsórios para o Sábado de Aleluia»